# Georgiske lari
Lari (georgisk: ლარი; kode:GEL) er den georgiske valuta og er inddelt i 100 tetri. Tidligere georgiske valuti er bland andet den georgiske maneti og den georgiske abazi. Larien er blevet udstedt både som mønt med pålydender 1, 2, 5, 10, 20, 50 tetri og 1, 2 lari, og som pengeseddel med pålydender 1, 2, 100, 200 lari. Den 5. april 1993 erstattede larien de russiske rubler med den midlertidige kuponlari til kurs pari. Sidstnævnte blev udgivet med pålydender fra 1 til 1 million lari, deriblandt de noget usædvanlige pålydender 3, 30.000 og 150.000 lari. Den 2. oktober 1995 afløstes kuponlarien af den nuværende lari til kurs én million til én. Valutaen er forblevet relativ stabil siden.